# 다나카 나오키 (축구 선수)
다나카 나오키(일본어: 田中 直基, 1993년 3월 29일~)는 일본의 축구 선수이다.

## 구단 경력
그는 2015년 일본 풋볼 리그의 FC 오사카에 입단했다. 2017년까지 73경기에 출전하여, 16득점을 넣었다. 2018년 J3리그의 아술 클라로 누마즈로 이적했다. 2020년 8월 블라우블리츠 아키타로 이적했다. 2021년 일본 풋볼 리그의 FC 오사카로 이적했다. 2022년 일본 풋볼 리그 준우승으로 J3리그로 승격했다.